# Volksrepubliek Binnen-Mongolië
De Volksrepubliek Binnen-Mongolië (traditioneel Chinees: 內蒙古人民共和國; pinyin: Nèiménggǔ Rénmín Gònghéguó) was een staat in Binnen-Mongolië die kort na de Tweede Wereldoorlog werd gesticht. Het bestond van 9 september 1945 tot 6 november 1945.

## Geschiedenis
Tijdens de Tweede Chinees-Japanse Oorlog stichtten de Japanners een marionettenstaat in Binnen-Mongolië genaamd Mengjiang. Mengjiang werd ontbonden door de invasie van Sovjet- en Mongoolse troepen in augustus 1945. Op 9 september 1945 werd een congres van "volksvertegenwoordigers" gehouden in wat nu het vendel Sonid Rechts is. Het congres werd bijgewoond door 80 vertegenwoordigers uit de regio's Chahar, Xilin Gol en Siziwang. Het congres riep de Volksrepubliek Binnen-Mongolië uit en er werd een voorlopige regering van 27 leden gekozen, van wie er 11 in het Permanent Comité zaten.
De Communistische Partij van China nam nota van de regering, vrezend voor separatisme. De CPC stuurde Ulanhu om de situatie onder controle te krijgen, en hij beval de regering van Binnen-Mongolië te ontbinden. De regio werd later georganiseerd als de autonome regio Binnen-Mongolië.